# Ewangeliarz św. Kutberta

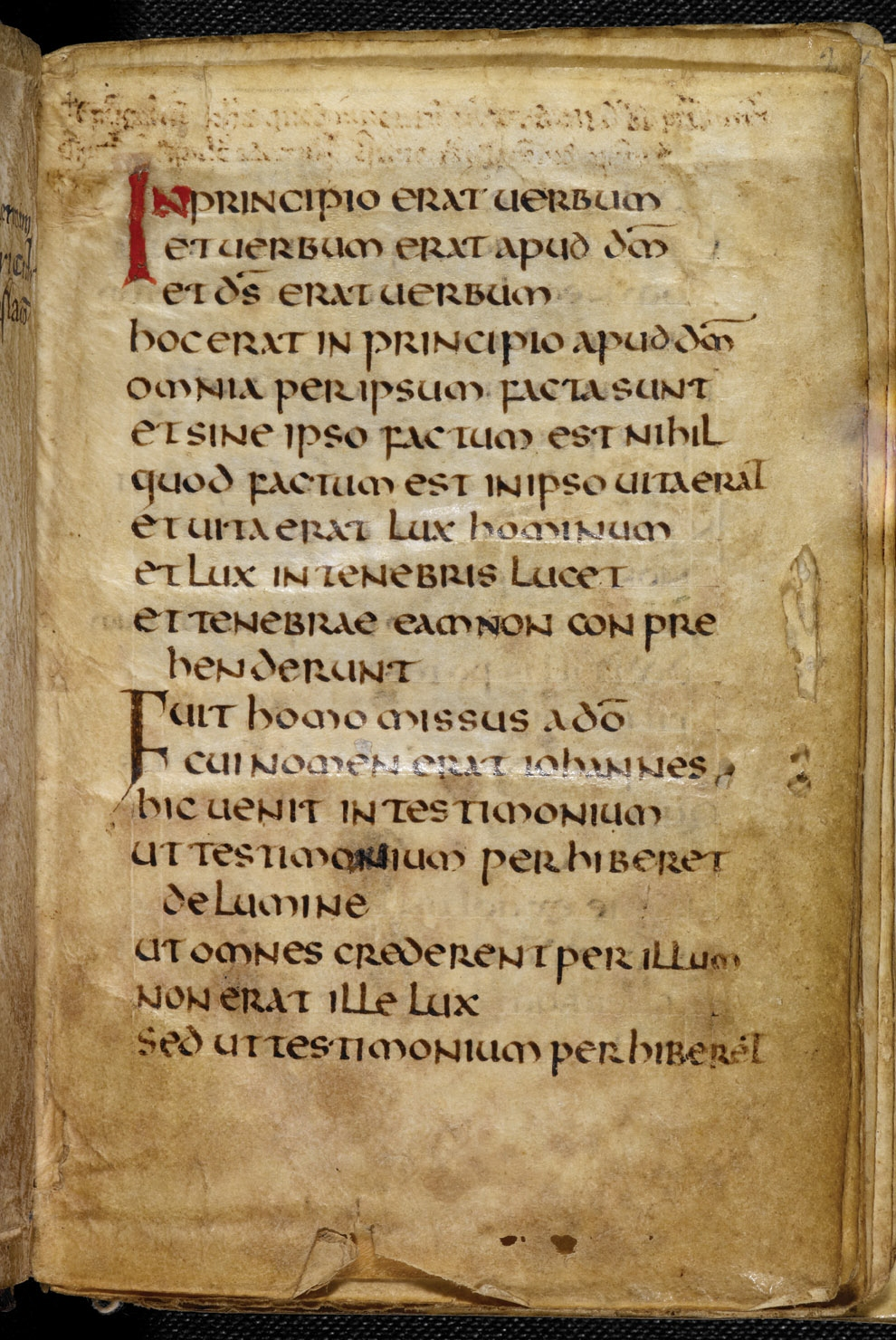
Pierwsza strona Ewangelii

Ewangeliarz św. Kutberta – pochodzący z VII wieku manuskrypt zawierający łaciński tekst Ewangelii Jana, będący najstarszą europejską książką zachowaną w oryginalnej oprawie. Obecnie znajduje się w zbiorach British Library (sygnatura Add MS 89000).
Kodeks został sporządzony prawdopodobnie w opactwie Monkwearmouth-Jarrow w Northumbrii pod koniec VII wieku i złożony do trumny św. Kutberta z Lindisfarne (zm. 687). Nie wiadomo, czy był to jego prywatny ewangeliarz, czy też księgę wykonano specjalnie jako dar do grobu. Po ucieczce mnichów z klasztoru Lindisfarne przed najazdem wikingów w 875 roku trumna z ciałem świętego została wywieziona do katedry w Durham. Tam też w 1104 roku, podczas przenosin relikwii Kutberta, manuskrypt został wydobyty z grobu. Przez wieki traktowany jako relikwia związana ze świętym, w XVIII wieku przeszedł na własność angielskich jezuitów. W 1979 roku został wypożyczony Bibliotece Brytyjskiej, która w kwietniu 2012 roku odkupiła księgę od Towarzystwa Jezusowego za kwotę 9 milionów funtów.
Ewangeliarz składa się z 94 kart in folio. Pergaminowe karty zapisane są elegancką majuskułą, niektóre inicjały wykonane zostały czerwienią. Kodeks ma wymiary zaledwie 138×92 mm i nie zawiera żadnych miniatur. Oprawa została wykonana z drewna brzozowego obłożonego cienką skórą w kolorze czerwonym, prawdopodobnie kozią lub owczą. Jest to najstarsza zachowana w Europie oprawa książkowa. Kieszonkowe rozmiary kodeksu związane są z ówczesną tradycją noszenia przy sobie fragmentów z tekstami Ewangelii Jana jako swego rodzaju amuletu.